# Athmane Ariouet
Athmane Ariouet (en arabe : عثمان عريوات) né le 24 septembre 1948 à M'doukal en Algérie est un acteur et réalisateur algérien issu d'une famille chaouis. Il a joué dans plusieurs films algériens historiques, sociaux, comiques, dramatiques.
Ariouet a été récompensé à plusieurs reprises au cours d'une carrière de plus de cinq décennies.
Il est considéré comme l’un des plus grands acteurs algériens tels que Hassan El Hassani, Rouiched, Hadj Abderrahman entre autres.

## Biographie
Il naît le 24 septembre 1948 à M'doukal, dans la wilaya de Batna. L'acteur de Carnaval fi Dachra avec Lakhder Boukhers et Salah Aougrout. Il a présenté fin décembre 2003 son film (co-produit avec l’ENTV) Er-roubla.
Il a fait d’abord le conservatoire d’Alger durant trois années de 1969 à 1972. Il a eu le mérite de décrocher à l’unanimité le premier prix de diction en langue française. Il a été franchement encouragé par le professeur français Henri Vangret, qui était l’élève du grand Gérard Philipe et qui tous deux, étaient élèves à Paris, de Maurice Chevalier. Il a par la suite étudié le théâtre version arabe chez Mustapha Kasdarli, Taha Laâmiri et Allal Mouhib, trois hommes pleins de cœur et de talent.
En 2004, il se retire du théâtre après le film Chronique des Années Pub dans lequel il rencontre des difficultés financières ainsi qu'une interdiction de sortie en salles. Pourtant, en 2017, lors du forum du quotidien El Moudjahid, l'ancien ministre de la Culture Azzedine Mihoubi annonçait que « le film était en phase de montage » et finalement sorti en 2018.
En juillet 2020, Ariouet a reçu la médaille du mérite national de rang « Achir » sous la direction du président de la République Abdelmadjid Tebboune,.
En janvier 2021, après 20 ans d'absence à l'écran, Athmane Ariouet fait son retour en lançant son compte Instagram.
En avril 2023, Brahim Irban a déclaré dans un podcast que l'acteur a refusé la somme de 3 000 000 Dinars Algériens pour une séance photo avec un costume pour un panneau publicitaire demandée par une agence de publicité, bien qu'il vive normalement, en homme du peuple, préférant une vie simple, en commentant que son art n'a pas de prix.

## Filmographie

### Cinéma
- 1963 : Le Résultat
- 1967 : L'avare de Molière
- 1969 : Le Sorcier
- 1969 : Par Vous et Pour Vous
- 1971 : Archam
- 1972 : Sketch le Mort Vivant
- 1972 : Sketch El Bagra
- 1973 : Chaàbia
- 1973 : La Négligence
- 1976 : Les Déracinés de Lamine Merbah : l'auteur du coup de feu
- 1976 : Les Fusils de la Mère Karar
- 1976 : Béni hendel
- 1978 : Le Chat
- 1983 : L'Épopée de Cheïkh Bouâmama de Benamar Bakhti : Cheikh Bouâmama
- 1988 : Le Docteur du Village : Si Aissa
- 1989 : Le Choix
- 1989 : La Rose des sables de Rachid Benhadj : Tahar
- 1989 : Le Clandestin de Benamar Bakhti : Mahfoud
- 1991 : De Hollywood à Tamanrasset de Mahmoud Zemmouri
- 1992 : Le Pain
- 1992 : Famille Comme les Autres d'Ameur Tribèche
- 1992 : Deux Femmes
- 1994 : Carnaval fi Dachra de Mohamed Ouakassi : Makhlouf, Cheikh El Bombardier
- 2002 : El Arch de Mohammed Echouïkh
- 2003 : Er-roubla
- 2004 : Chronique des années pub

### Télévision
- 1981 : Le bourreau pleure d'Abder Isker (téléfilm)

## Décorations
- Achir de l'ordre du Mérite national d'Algérie.